# Smalnäbbad simsnäppa
Smalnäbbad simsnäppa (Phalaropus lobatus) är en liten vadarfågel i släktet Phalaropus i gruppen simsnäppor. Den är en flyttfågel som häckar i våtmarker och i mindre vattensamlingar, cirkumpolärt i arktiska områden, och övervintrar i stora flockar ute till havs, i tropiska och subtropiska områden. Simsnäpporna uppvisar omvänd könsordning, där honorna är de som är mest dominanta, har färgstarkast fjäderdräkt under häckningen och överlåter ruvning och ungarna till hanen. Simsnäpporna uppvisar även en karaktäristisk födosökningsteknik då de på grunt vatten simmar runt i små cirklar för att skapa en vattenvirvel som tvingar upp byten till ytan.  

## Utseende och läte
Den smalnäbbade simsnäppan är 16–20 centimeter lång, har ett vingspann på 30–38 centimeter och väger 24–48 gram. Den har flikiga tår och rak, mycket smal näbb. I sommardräkten hos den könsmogna fågeln har den en spräckligt mörkgrå ovansida med rödbruna teckningar på nackens sidor, svart ansikte och vit hals. De rödbruna teckningarna är mindre framträdande hos hanen som har en diskretare färgning.
I juvenil dräkt är den grå och brun upptill med tydliga gula band, med vitgrå undertill, med svart hjässa och en svart fläck bakom ögat. I vinterdräkt är fjäderdräkten i stort sett grå på ovansidan och vit undertill, men den svarta ögonfläcken är alltid närvarande.
Den har ett kort, nasalt och orent "tjepp" eller ett längre, nästan tvåstavigt "tjerre", och även ett hårdare orent "tjick"-läte. Under spelet hörs ett kvittrande "kik-kik-kikik-tree-kik".

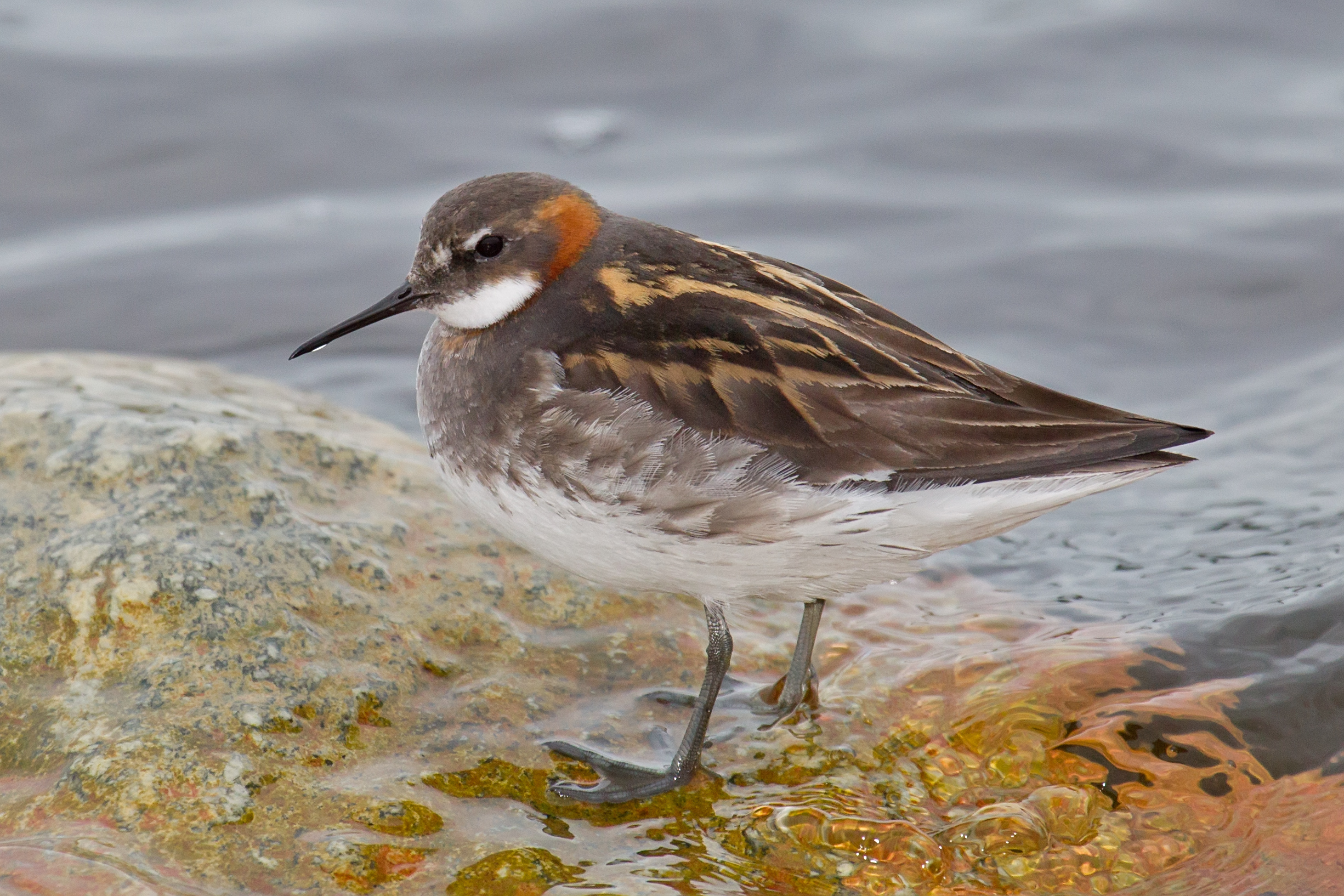
Adult hane, sommar.
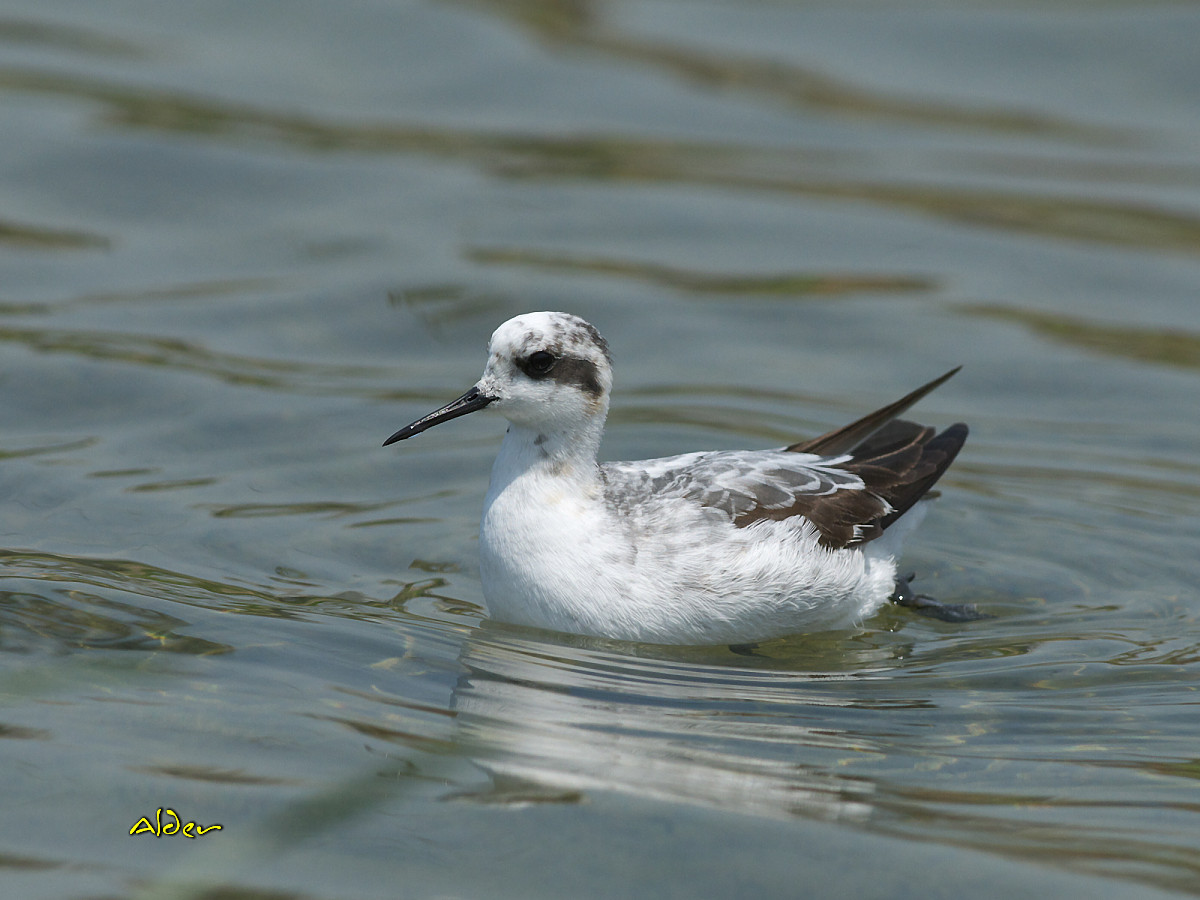
Vinterdräkt.
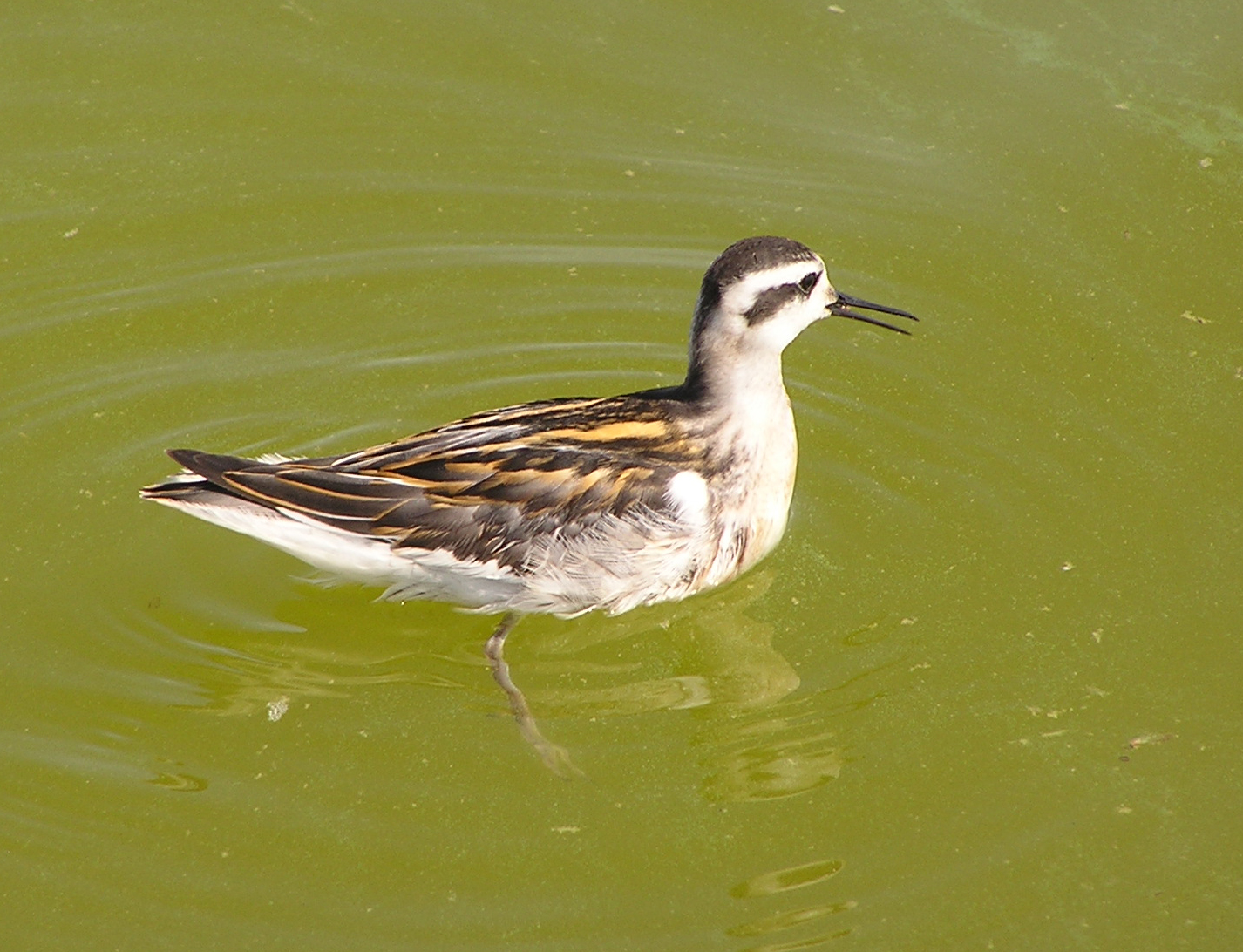
Juvenil. Notera de tydliga gula banden på ryggen.

## Utbredning och systematik
Smalnäbbad simsnäppa häckar cirkumpolärt i arktiska områden i nordligaste Europa, Asien och Nordamerika. Den är en flyttfågel som, ovanligt nog för en vadarfågel, övervintrar ute till havs, i tropiska och subtropiska områden i Indiska Oceanen och Stilla havet, bland annat utanför Mellanamerikas och norra Sydamerikas västkust, söder om Arabiska halvön och runt Indonesien.

### Förekomst i Sverige

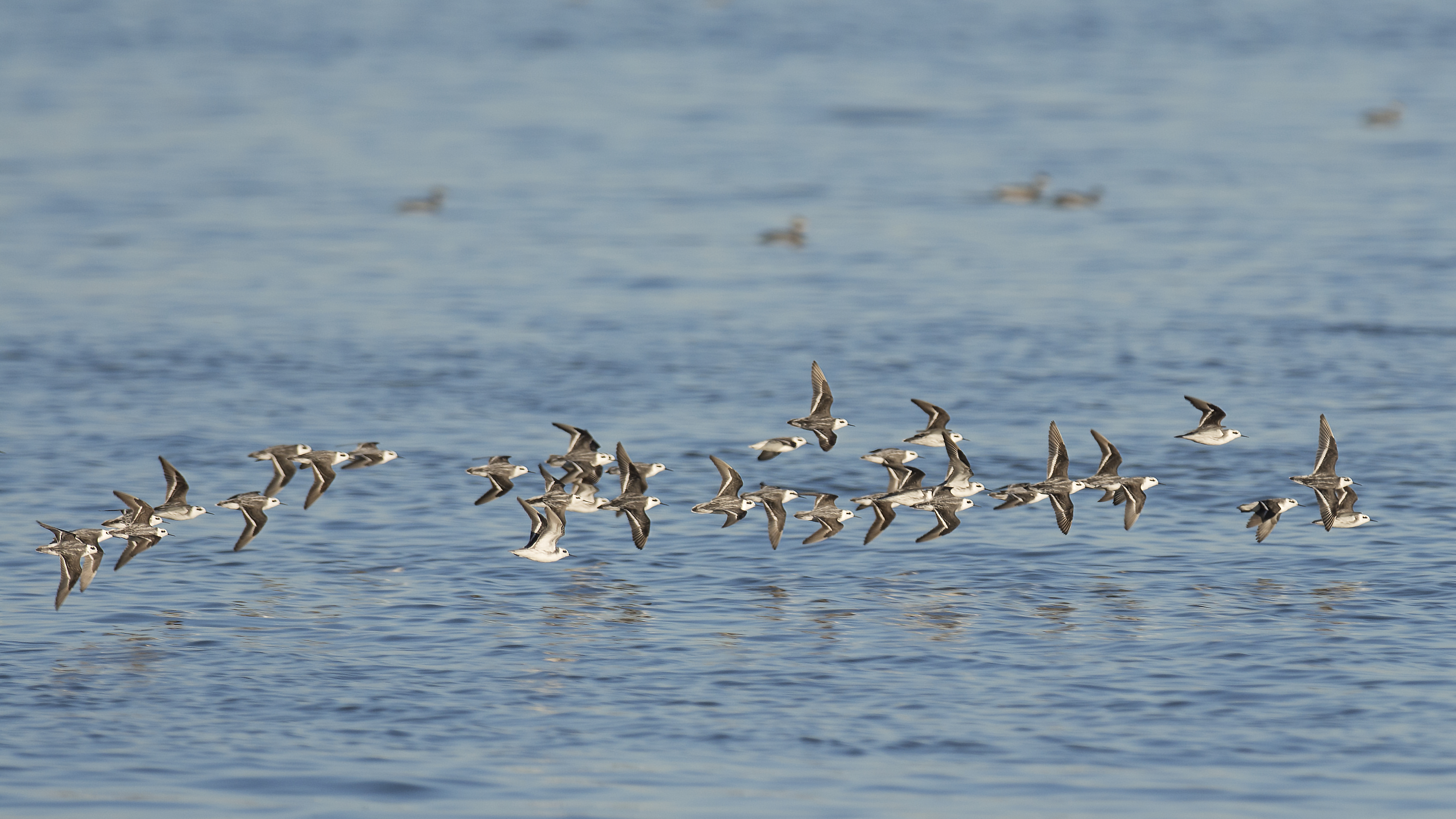
Vintertid lever smalnäbbad simsnäppa i stora flockar ute till havs.

Smalnäbbad simsnäppa är den enda art av de tre simsnäpporna som häckar i Sverige. Den häckar främst i små vattensamlingar i fjälltrakterna i norr och i mindre utsträckning även i kustområden i Norrbotten. På våren anländer den under sista veckan i maj/juni. I sydligare delar av Sverige uppträder den sällsynt men regelbundet under flyttningen, i fågelsjöar och på vadarstränder. Höststräcket pågår i Sverige från juni till slutet av september.

### Systematik
Tidigare behandlades de tre arterna simsnäppor som en egen underfamilj bland snäpporna (Scolopacidae), eller till och med som en egen familj, på grund av sina avvikande vanor. Genetiska studier visar dock att de är en del av familjen, nära släkt med snäpporna i Actitis och Tringa. Troligen är tereksnäppan (Xenus cinereus) simsnäppornas närmaste släkting.

## Ekologi

### Häckning

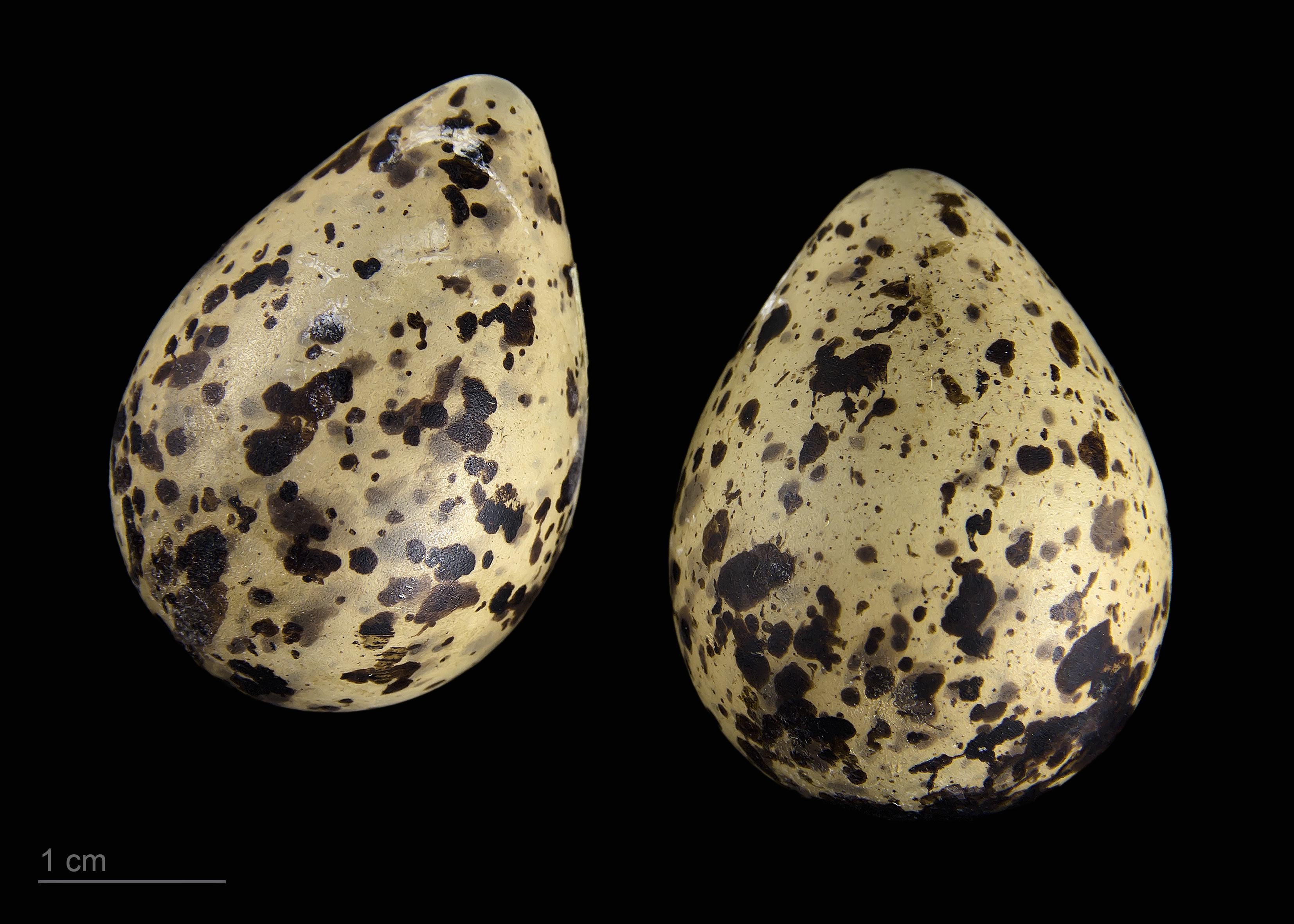
Ägg av smalnäbbad simsnäppa.

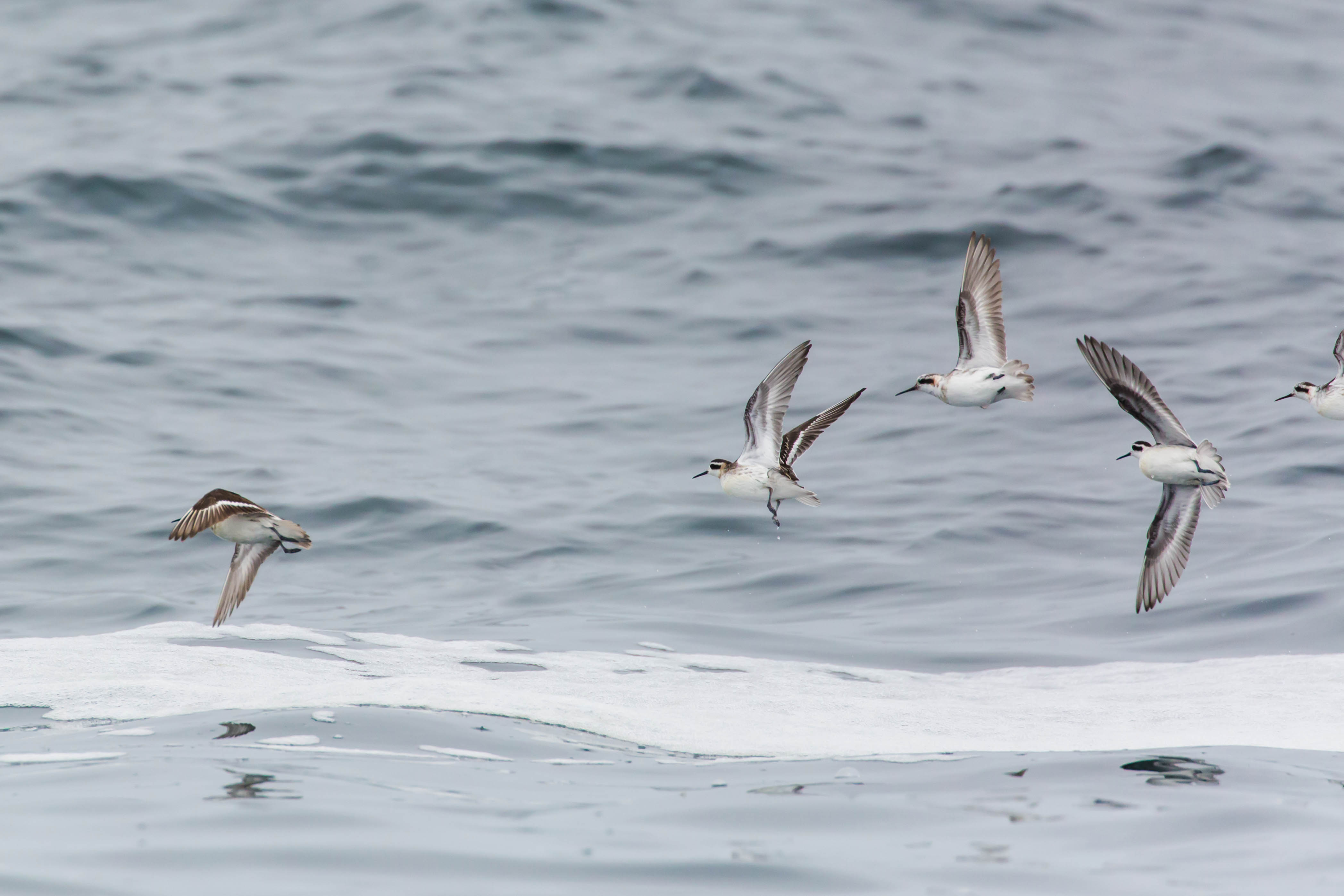
Vinterflock

De typiska könsrollerna bland fåglar är omvända bland simsnäppor. Honor är större och mer bjärt färgade än hanarna. Honorna uppvaktar hanarna, konkurrerar om boplatser och försvarar aggressivt sitt bo och sin hane. Honan lägger vanligtvis runt fyra, men kan variera från tre till sju, päronformade ägg, som är cirka 30 millimeter stora och ljusgröna till brungula med mörkare fläckar. Boet är en grop i marken, fodrad med exempelvis gräs, nära ett sankt område. När honorna lagt sina ägg påbörjar de flytten söderut och låter hanarna ta över ruvningen, samt ta hand om ungarna. Ungarna livnär sig mestadels själva och kan flyga inom 18–25 dygn efter födelsen. Efter ett år blir de könsmogna.

### Föda
Under häckningssäsongen utgörs födan huvudsakligen av insekter, särskilt flugor, myggor och knott, främst larver men även fullbildade insekter. Den äter även skalbaggar, nattsländor, myror, halvvingar, sniglar, kräftdjur, maskar och en del frön. När en smalnäbbad simsnäppa söker föda brukar den ofta simma runt i en snabb cirkel (alltid motsols) så att en liten strömvirvel bildas. Man tror att detta beteende underlättar födoinsamling genom att det rör upp mat från botten i grunda vatten. Fågeln kan sedan sträcka näbben mot virvelns mitt och plocka små insekter eller kräftdjur som blivit infångade där. 
Utanför häckningssäsongen består födan mest av lysräkor, hoppkräftor och större plankton. De smalnäbbade simsnäpporna lever då ute på öppet hav och uppträder ofta där sammanflytande strömmar åstadkommer uppåtströmmar som för med sig föda till ytvattnet.

## Status och hot
Arten har ett stort utbredningsområde och en stor population, men tros minska i antal, dock inte tillräckligt kraftigt för att den ska betraktas som hotad. Internationella naturvårdsunionen IUCN kategoriserar därför arten som livskraftig (LC). Världspopulationen uppskattas till 3,6–4,5 miljoner individer. I Europa tros det finnas mellan 590 000 och 1,28 miljoner adulta individer.

### Status i Sverige
Även i Sverige anses smalnäbbad simsnäppa ha en livskraftig population, men till skillnad från statusen globalt finns inga tecken på betydande populationsförändring. Populationen i fjälltrakterna är troligtvis stabil. 2018 uppskattades det svenska beståndet till 19 000 par.

## Namn
Smalnäbbade simsnäppans vetenskapliga artnamn lobatus kommer från latinet och kan översätta med "försedd med flikar", i simsnäppans fall syftande på dess fötter som liknats vid sothönans.